# Municipio Santa María de Ipire
El Municipio Santa María de Ipire es uno de los 15 municipios del Estado Guárico, Venezuela. Su capital es la población de Santa María de Ipire. Tiene una superficie de 4549 km² y se estima que su población según el censo de 2011 era de 13 161 habitantes, representando una disminución de población con respecto al censo de 1990, cuando tenía 14 414 habitantes. Actualmente cuenta con un aproximado de 20 000 habitantes

## Geografía
Ubicado en Los Llanos bajos al sureste del Estado Guárico, presenta un paisaje de sabana con leves elevaciones. Entre los principales ríos se encuentran el Orinoco, Zuata e Ipire. 

## Historia
En 1824, durante la época de la Gran Colombia, se crea el Cantón de Santa María de Ipire dentro del Departamento de Venezuela. Con la separación de Venezuela de la Gran Colombia, se reestructura de nuevo pasando a ser una de las parroquias del Cantón Chaguaramas. En 1853 es asignada como parroquia del Cantón Unare (actual Municipio Pedro Zaraza) iniciándose desde este año una serie de cambios del actual territorio de Santa María de Iripe. En 1864 pasa a ser administrada por el Departamento de Chaguaramas y en 1872 nuevamente al Departamento Unare en 1981 se decide cambiar el nombre de Unare a Zaraza. En 1970 se cambia la denominación de Parroquia a Distrito, quedando como Distrito Zaraza. En 1989 es aprobada la autonomía y se crea el Municipio Santa María de Ipire.

## Parroquias
El municipio está conformado por 2 parroquias:
- Parroquia Santa María de Ipire
- Parroquia Altamira

## Política y gobierno

### Alcaldes
En el municipio ha habido 5 personas que han tenido el cargo de alcalde y 7 han sido los períodos que ha habido en la alcaldía.
| Período     | Alcalde                    | Partido Político | % de votos | Notas |
| ----------- | -------------------------- | ---------------- | ---------- | --- |
| 1989 - 1992 | Eduardo Silvera Romero     | COPEI            | 43,64      | Primer alcalde bajo elecciones directas |
| 1992 - 1995 | Eduardo Silvera Romero     | COPEI            | 46,77      | Reelecto |
| 1995 - 2000 | Diomedes Bastidas Silviera | AD               | -          | Segundo alcalde bajo elecciones directas (se realizaron elecciones generales adelantadas en el 2000 debido a la aprobación de la Constitución de 1999) |
| 2000 - 2004 | Guillermo Cedeño           | PPT              | 42,73      | Tercer alcalde bajo elecciones directas |
| 2004 - 2008 | Guillermo Cedeño           | PPT              | 46,04      | Reelecto |
| 2008 - 2013 | Denal Lamas                | PPT              | 51,09      | Cuarto alcalde bajo elecciones directas. (Se postergan 1 año las elecciones municipales del año 2012)                                                  |
| 2013 - 2017 | Guillermo Cedeño           | PSUV             | 39,32      | Quinto alcalde bajó elecciones directas |
| 2017 - 2021 | Palmira Carmona            | PSUV             | 56,45      | Sexto alcalde bajó elecciones directas |
| 2021 - 2025 | José Ortega                | PSUV             | 35,71      | Séptimo alcalde bajó elecciones directas |

### Concejo municipal
Período 1989 - 1992
| Concejales:      | Partido político / Alianza |
| ---------------- | -------------------------- |
| Cesar Felizola   | AD                         |
| Iguaxzo Laydera  | AD                         |
| Edgar Ballen     | AD                         |
| José F. Martínez | COPEI                      |
| Simón Contreras  | COPEI                      |

Período 1992 - 1995
| Concejales:      | Partido político / Alianza |
| ---------------- | -------------------------- |
| Augusto Goitia   | COPEI                      |
| Nohemi Hernández | COPEI                      |
| Euclides Puerta  | COPEI                      |
| Luis Pérez       | AD                         |
| Palmira Carmora  | AD                         |

Período 1995 - 2000
| Concejales:      | Partido político / Alianza |
| ---------------- | -------------------------- |
| Pedro Rico       | AD                         |
| Cesar Rodríguez  | AD                         |
| Luis Pérez       | AD                         |
| Jorge Rodríguez  | COPEI                      |
| Nohemi Hernández | COPEI                      |

Período 2013 - 2018
| Concejales           | Partido político / Alianza | Partido político / Alianza |
| -------------------- | -------------------------- | -------------------------- |
| José Correa          | PSUV                       |                            |
| Sandra Apodaca       | PSUV                       |                            |
| Martínez Carlos      | PSUV                       |                            |
| Palmira Carmona      | PSUV                       |                            |
| Jorge Luis Rodríguez | MUD                        |                            |

Período 2018 - 2021
| Concejales           | Partido político / Alianza | Partido político / Alianza |
| -------------------- | -------------------------- | -------------------------- |
| Jhoana Rodríguez     | PSUV                       |                            |
| José Correa          | PSUV                       |                            |
| Aide Rondón          | PSUV                       |                            |
| Egli Quereigua       | PSUV                       |                            |
| Luis Medina          | PSUV                       |                            |
| José Gregorio Ortega | PSUV                       |                            |
| Sandra Apodaca       | PSUV                       |                            |

Período 2021 - 2025
| Concejales:      | Partido político / Alianza |
| ---------------- | -------------------------- |
| Juana Zerpa      | PSUV                       |
| Carlos Carpio    | PSUV                       |
| Yusmary Figueroa | PSUV                       |
| José Correa      | PSUV                       |
| Rommer Gámez     | PSUV                       |
| Gubel Montoya    | PCV                        |
| Simon Pérez      | CMC                        |

## Personas destacadas
- Reynaldo Armas, cantautor venezolano, escribió Laguna Vieja y el Himno Municipal Nacional de Santa María de Ipire. Candidato a la gobernación del estado Guárico en 2008 por Acción Democrática.
- César Prieto.